# Kiernoz Wielki
Kiernoz  Wielki (niem. Grosser Kernos See) – jezioro w Polsce, położone w województwie warmińsko-mazurskim, w powiecie nidzickim, w gminie Nidzica, na Równinie Olsztynka.
Jezioro o kształcie wydłużonym, o nieregularnej, urozmaiconej linii brzegowej. Na południowym krańcu jeziora znajdują się dwie zatoki. Pierwsza z nich o kształcie owalnym odchodzi od głównego plosa w kierunku zachodnim, a druga wydłużona w kierunku południowym znajduje się na południowo-wschodnich krańcach jeziora. Tam też wpada Łyna, łącząca swe wody poprzez Kiernoz Mały.
Jest to jezioro o średnio przejrzystej wodzie i o zróżnicowanej linii brzegowej, która miejscami jest pagórkowata, przeważnie porośnięta lasem. Od strony północnej jeziora rozciągają się pola uprawne i łąki. Na wschodnim brzegu znajduje się polana po dawnym polu namiotowym, wykorzystywana jako teren pod obozy harcerskie.
Dno i ławica przybrzeżna jest przeważnie zamulona, tylko miejscami piaszczysta. Ławicę przybrzeżną porastają oczerety.
W jeziorze występują następujące gatunki ryb: szczupak, lin, okoń, wzdręga, leszcz, karp, płoć, węgorz.